# Sergej Čaplygin
Sergej Alexejevič Čaplygin (rusky Серге́й Алексе́евич Чаплы́гин; 5. dubna 1869 Raněnburg, Ruské impérium – 8. října 1942, Novosibirsk, Sovětský svaz) byl ruský a sovětský fyzik, matematik a strojní inženýr. Je známý matematickými vzorci, např. Čaplyginovou rovnicí, nebo hypotetickou látkou v kosmologii, zvanou Čaplyginův plyn.
Čaplygin studoval na Moskevské univerzitě, studia zakončil v roce 1890. Později se stal profesorem. V roce 1901 vyučoval strojírenství na Moskevských vyšších kurzech pro ženy a v roce 1903 aplikovanou matematiku na Moskevské technické škole.
Čaplyginovy teorie byly inspirovány dílem Nikolaje Žukovského, který založil Ústřední aerohydrodynamický institut. Jeho raný výzkum se zaměřoval na hydromechaniku. Jeho Sebrané spisy ve čtyřech svazcích vyšly v roce 1948.

## Ocenění
V roce 1924 byl Čaplygin zvolen do Ruské akademie věd (v letech 1925–1991 Akademie věd SSSR).
Na jeho počest je pojmenováno město Čaplygin a měsíční kráter Čaplygin.
Byla mu udělena vyznamenání:
- Hrdina socialistické práce (1. února 1941)
- Dva Leninovy řády (22. prosince 1933 a 1. února 1941)
- Žukovského cena (1925)

## V literatuře
- Maria Nikolajevna Moraf: Život a práce Sergeje Čaplygina, SNDK, 1953